# Straight-acting
Lo straight-acting è un termine che viene utilizzato per descrivere il comportamento di persone LGBT che non corrispondono a ciò che viene considerato tipicamente gay in termini di aspetto o modi di fare. Sebbene l'etichetta sia usata e riservata quasi esclusivamente a uomini gay e bisessuali, può essere usata anche per descrivere una donna lesbica o bisessuale che mostra un aspetto e dei modi femminili. Poiché il termine richiama stereotipi negativi sulle persone gay, il suo utilizzo è spesso controverso.

## Descrizione
Secondo lo scrittore Shinsuke Eguchi il fenomeno straight-acting emerge perché alcuni uomini gay vogliono i tratti tradizionalmente maschili per superare l'immagine stereotipata del gay effeminato. Sia Eguchi che Tim Berling lo collegano al contesto generale della sissyphobia, la norma culturale che denigra gli uomini effeminati e che non è limitata alla cultura gay. In Negotiating Sissyphobia: A Critical/Interpretive Analysis of One 'Femme' Gay Asian Body in the Heteronormative World, Shinsuke Eguchi scrive: "Ho iniziato a capire che la manifestazione della sissyphobia non è che gli uomini gay femminili siano poco attraenti e indesiderati. Piuttosto, questi uomini gay che si comportano in modo etero vorrebbero mostrare i loro aspetti maschili "eteronormativi" nelle interazioni sociali con gli altri".
Il giornalista Dan Savage ha commentato la diffusione del termine straight-acting negli annunci gay, criticando sia la pratica stessa che l'idea che un uomo che cerca una relazione gay attraverso un annuncio debba comportarsi come un etero. I sostenitori del termine affermano che esso si riferisce semplicemente ai modi di fare di una persona e che l'estrapolazione della parola "recitare" nella frase ne distorce il significato. L'uso del termine stesso è stato ritenuto dannoso per la comunità LGBT, in quanto associa alcuni atteggiamenti all'omosessualità.